# Medalha Frisch
A Medalha Frisch (em inglês:  Frisch Medal) é um prêmio científico em economia. Homenageia o economista norueguês Ragnar Anton Kittil Frisch, cofundador da Sociedade Econométrica e um dos "pais" da econometria.

## Laureados
- 1978: Angus Deaton
- 1980: Jerry Hausman e David Wise
- 1982: Orley Ashenfelter
- 1984: Lars Peter Hansen e Kenneth Singleton
- 1986: Jeffrey A. Dubin e Daniel McFadden
- 1988: Ariel Pakes
- 1990: David M. G. Newbery
- 1992: John Rust
- 1994: Larry G. Epstein e Stan Zin
- 1996: Steven T. Berry
- 1998: Robert M. Townsend
- 2000: Richard Blundell, Alan Duncan e Costas Meghir
- 2002: Ricardo Caballero e Eduardo Engel
- 2004: Jonathan Eaton e Samuel Kortum
- 2006: Fabien Postel-Vinay e Jean-Marc Robin
- 2008: David Card e Dean Hyslop
- 2010: Nicholas Bloom
- 2012: Joseph P. Kaboski e Robert M. Townsend
- 2014: Flávio Cunha, James Heckman e Susanne M. Schennach